# Oderturm
Der Oderturm ist ein 25-stöckiges, zwischen 1968 und 1976 erbautes Bürohochhaus in Frankfurt (Oder).

## Geschichte
Der Turm wurde von einem Kollektiv unter Leitung der Architekten Hans Tulke und Paul Teichmann und zum Teil durch Jugendbrigaden entworfen und erbaut. Der Bau dauerte fast acht Jahre. Er war als Bürogebäude geplant. Zur Eröffnung gab es 274 Betten für die Arbeitnehmer im Halbleiterwerk Frankfurt (Oder), sowie 160 Betten für ein Jugendhotel. Zudem war dort ein Teil des Datenverarbeitungszentrums Frankfurt (Oder) (DVZ) untergebracht.
Im Erdgeschoss gab es die Buchhandlung „Ulrich-von-Hutten“, einen Delikat-Laden mit 400 m² Verkaufsfläche und das Selbstbedienungsrestaurant „Schnell-Gastronom“ (im Volksmund auch "Glaskasten" genannt), während in der 23. Etage das Panorama-Café untergebracht war.
Ein Versuch der Bewältigung DDR-typischer Gastronomieprobleme ist anhand der Gästebefragung auf der Rückseite der Hochhaus-Cafe Rechnungen dokumentiert. Das Ziel war mit Gaststätte der ausgezeichneten Qualität sehr hoch angesetzt.
Nach der deutschen Wiedervereinigung wurde das Gebäude 1992 bis 1994 renoviert und nach den Plänen von Architektin Monika Krebs für ca. 200 Mio. DM (kaufkraftbereinigt heute rund 175 Mio. €) umgebaut. Am 26. August 1993 wurde der 41.000 m² große Oderturm-Komplex mit einer modernen Einkaufspassage eingeweiht. Eine große Leuchtreklame wurde hinzugefügt. Sie ist ein unübersehbares Wahrzeichen der Stadt. Mit ca. 1400 Arbeitsplätzen ist der Oderturm ein wichtiger Bestandteil des Zentrums der Stadt. Im Jahr 1999 wurde im 24. Stock ein Restaurant eröffnet. Bei der fünfundzwanzigsten, kaum sichtbaren Etage, handelt es sich um eine Techniketage, die etwas niedriger als die anderen ist.
Auf dem Dach des Oderturms befindet sich eine Sendeantenne zur Verbreitung des Programms der Oderwelle auf der UKW-Frequenz 91,7 MHz mit 1 kW ERP.

## Bilder

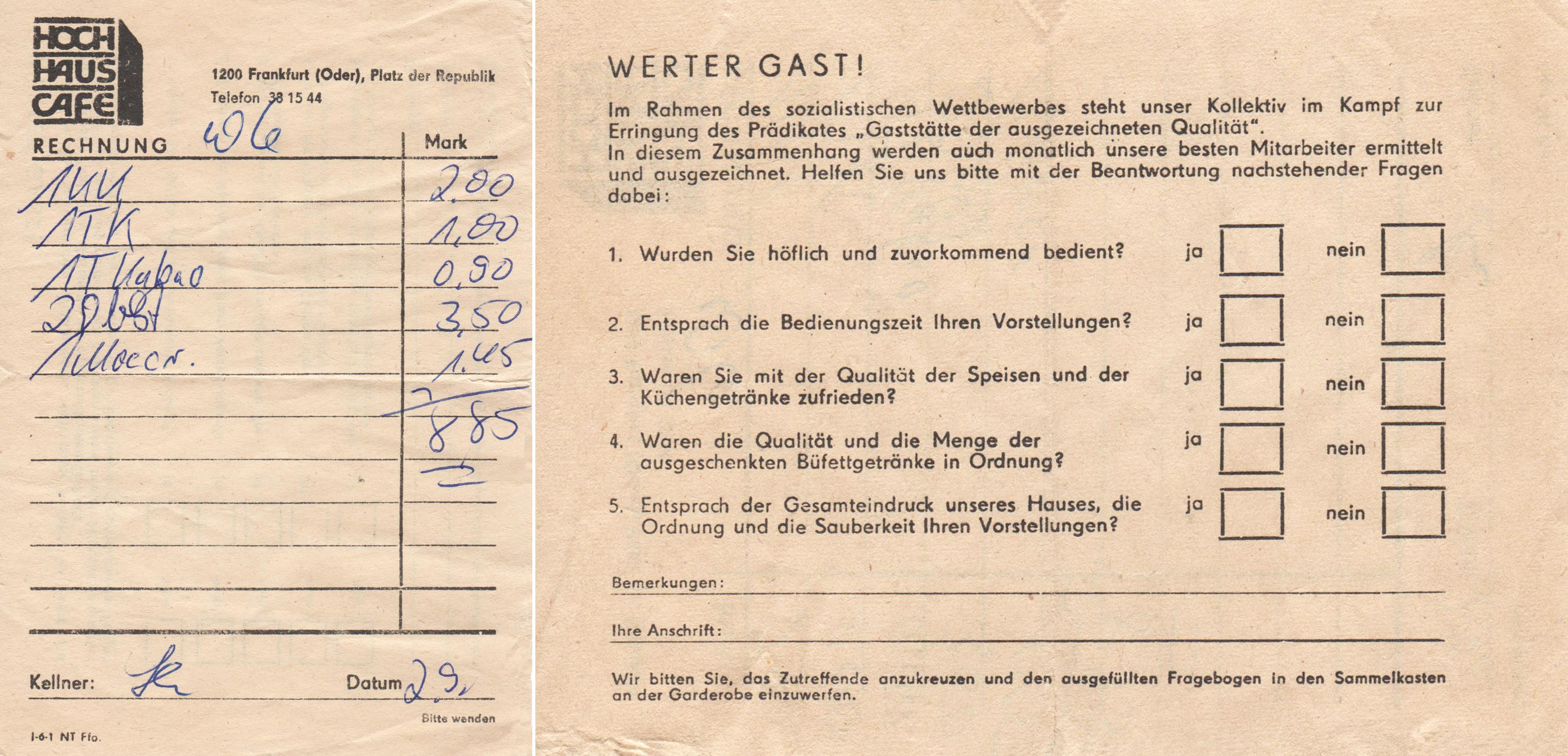
Rechnung und Gaststättenbewertung auf Rückseite. (1986)
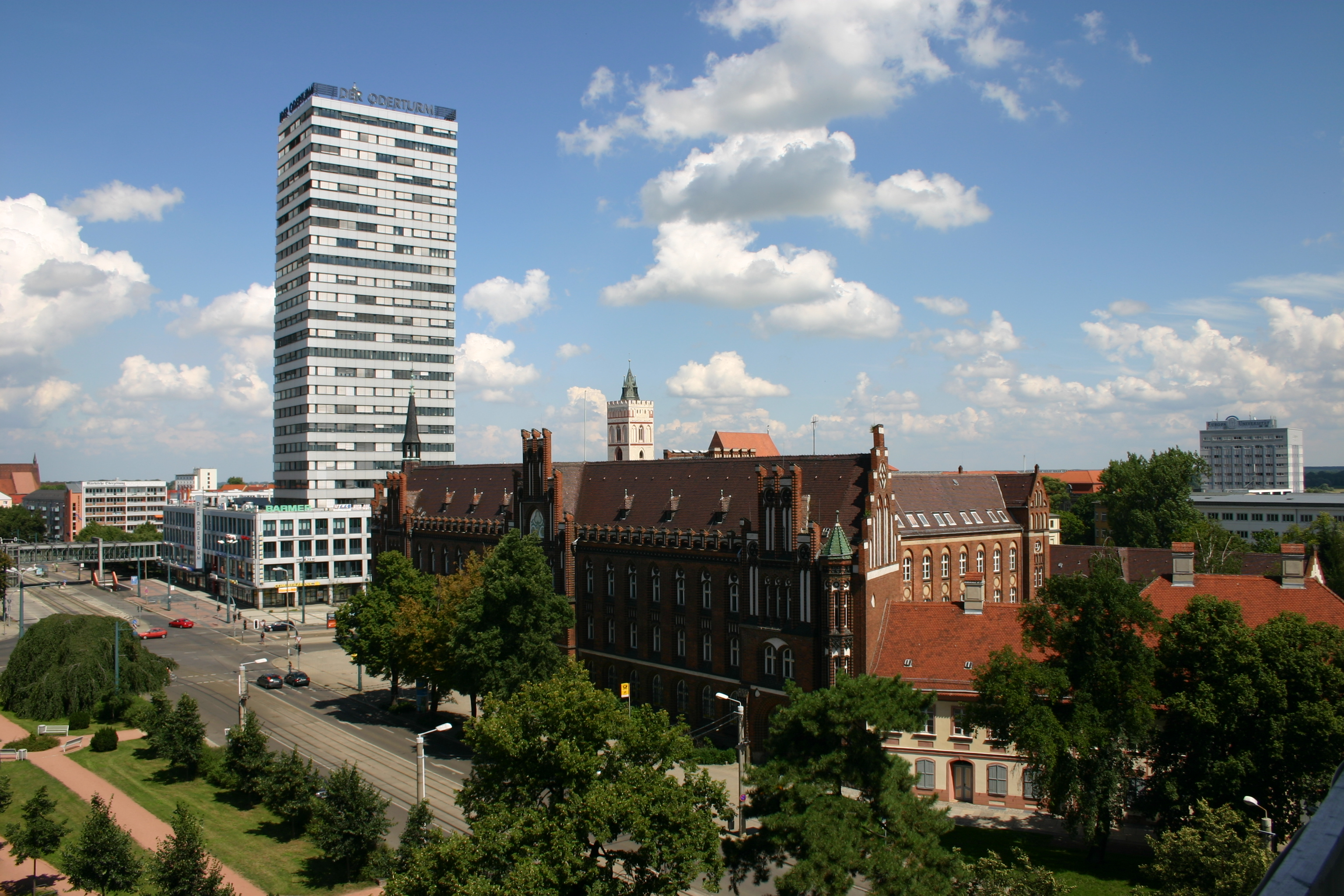
Oderturm und Alte Post
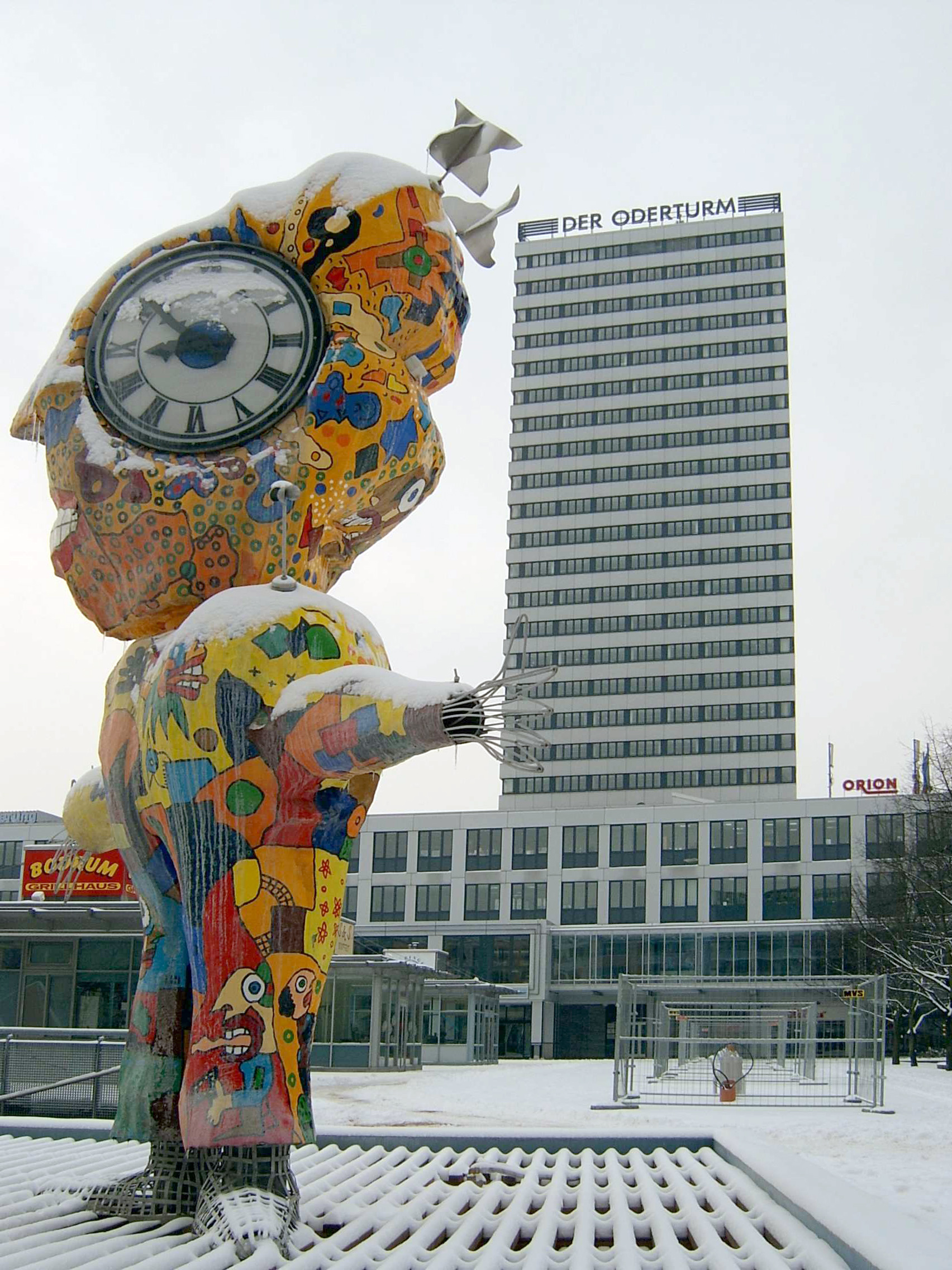
Skulptur vor dem Oderturm
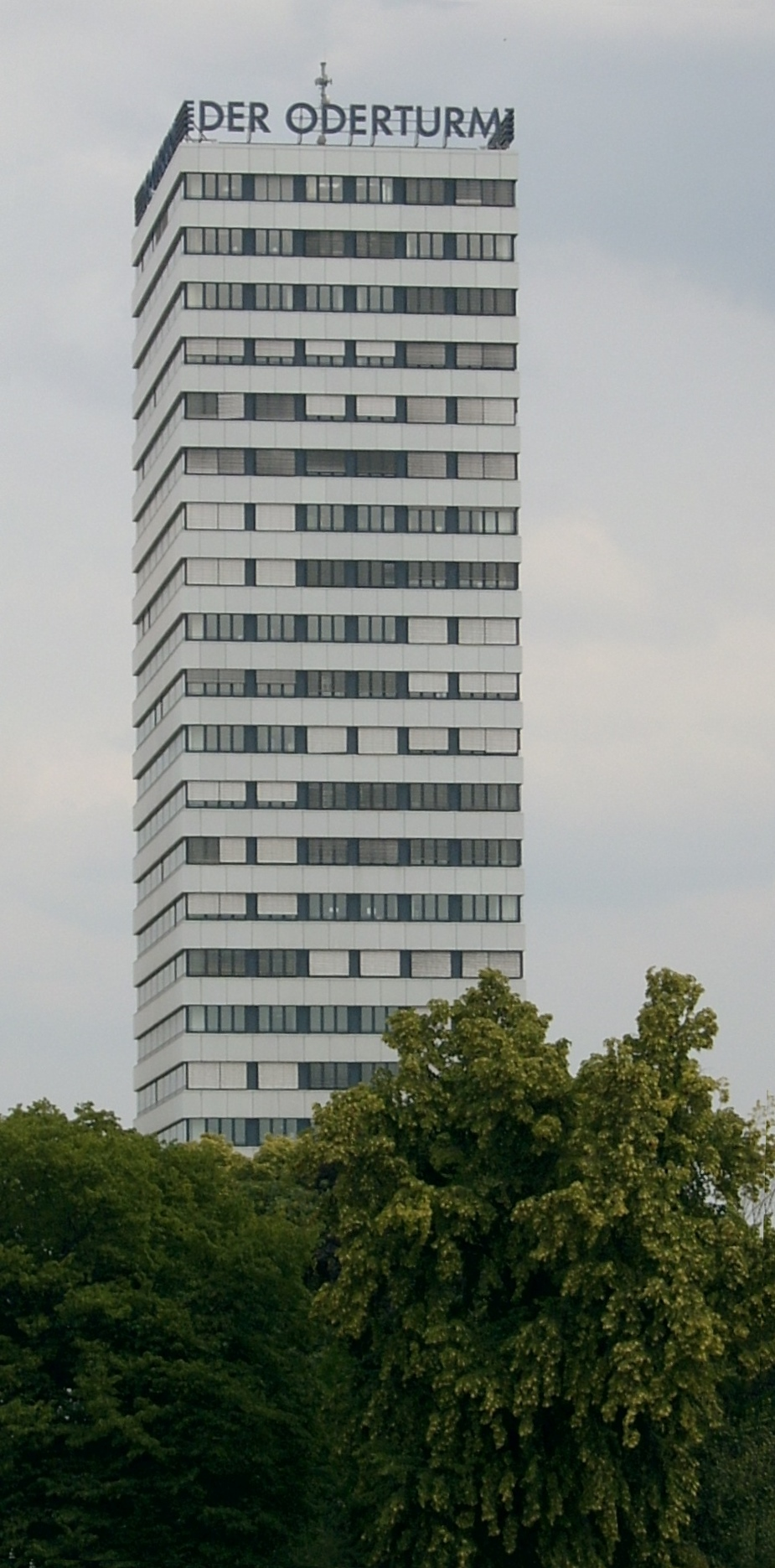
Ansicht von Westen (Franz-Mehring-Straße)
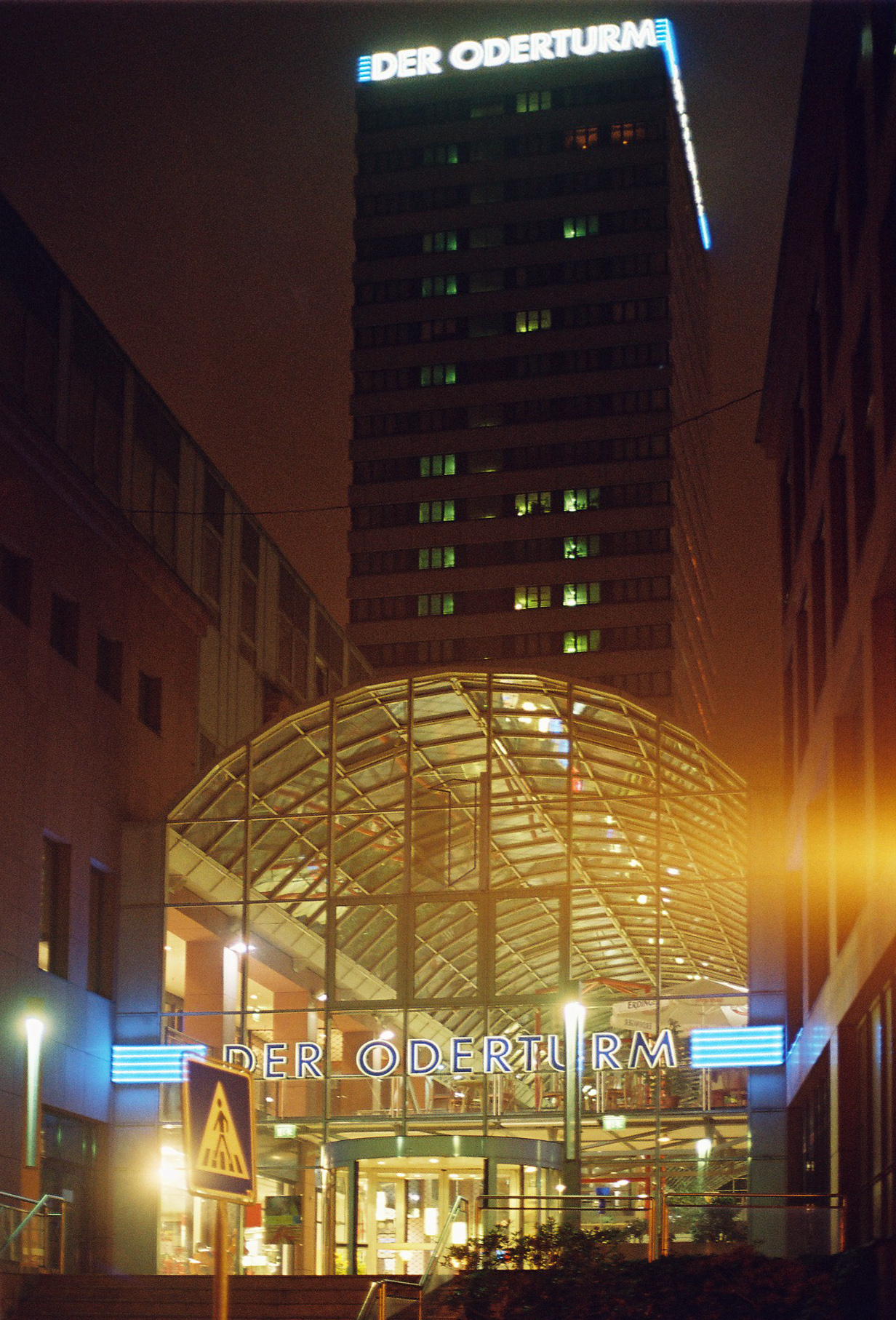
Der Oderturm bei Nacht
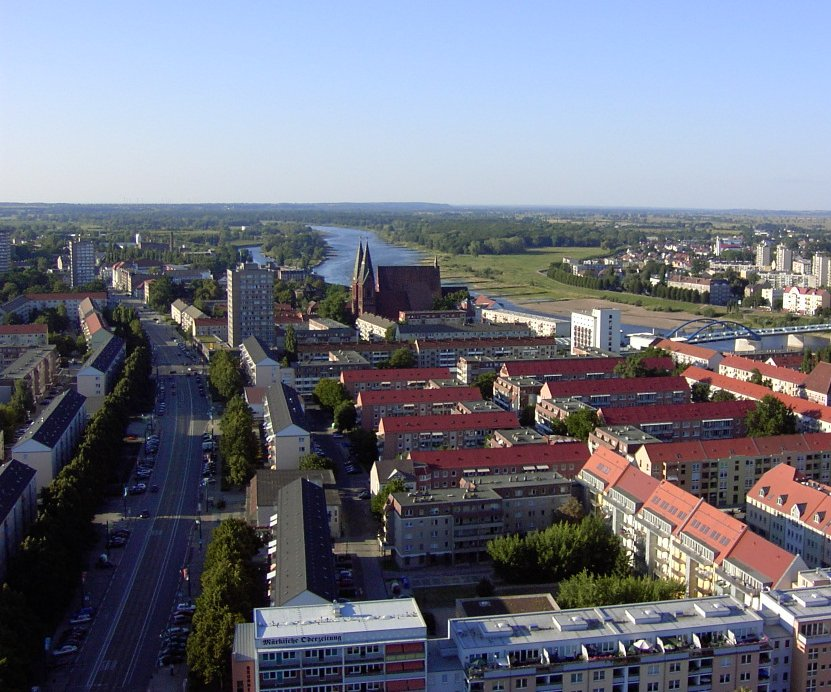
Blick vom Oderturm (Richtung Norden)